# Chiropsalmidae
Chiropsalmidae Thiel, 1936 è una famiglia di cnidari dell'ordine Chirodropida. Le Chiropsalmidae si caratterizzano da numerosi tentacoli che nascono da appendici alla base della campana e da sacchetti gastrici semplici.

## Descrizione
Come in tutti i Chirodropida, le meduse Chiropsalmidae hanno una base muscolare ramificata agli angoli della campana cubica dalla quale dipartono numerosi tentacoli,  a volte essi stessi ramificati. I chiropsalmidi si distinguono dagli altri chirodropidi per la presenza di sacchetti gastrici lisci e senza ramificazioni né filamenti.
Le meduse del genere Chiropsalmus L. Agassiz, 1862, hanno sacchetti pendenti e pedali bilateri, mentre le meduse Chiropsoides Southcott, 1956 hanno pedalia unilateri. Il genere Chiropsella Gershwin, 2006 possiede invece sacchetti uniti e a forma di pomello.
Le differenze fra generi si evidenziano anche dalla forma e numero di tentacoli (tondi, da 2 a 9 per  Chiropsalmus; a nastro, da 4 a 11 per Chiropsoides; tondi, da 5 a 11 per Chiropsella) e dalla presenza di nematocisti o verruche sull'esombrella: le meduse Chiropsalmus ne hanno, mentre negli altri generi la campana è liscia e ne è priva.
Le specie di chiropsalmidi sono diffuse in tutti gli oceani, in acque generalmente calde: dalle coste dell'Africa (Africa occidentale e Madagascar) all'Australia, nell'oceano Indiano e lungo le coste del Pacifico, nel golfo del Messico e l'Atlantico orientale.